# 赤崁 (大寮區)
赤崁，是臺灣高雄市大寮區的一個傳統地域名稱，位於該區南部。相較於今日行政區，其範圍大致包括大寮里南部中段及東段、潮寮里、過溪里、新厝里不含西北部及北部邊界地帶、會結里、昭明里、義仁里，及林園區林內里北部邊界地帶西至中段、潭頭里北部邊界地帶西至中段，以及因高屏溪河道變遷而劃出縣界的屏東縣萬丹鄉崙頂村西南端、後村村西端、灣內村西端。

## 歷史
台灣日治初期，赤崁地區為一街庄，稱為「赤崁庄」，隸屬於小竹下里。昔日該庄北與大藔庄為鄰，東隔淡水溪（今高屏溪）與下蚶庄、後庄仔庄、田洋仔庄、五房洲庄為界，南邊為潭頭庄，西邊為二橋庄、大坪頂庄，西北邊為拷潭庄。
1901年（日治明治三十四年）11月，全台設置二十廳，該庄隸屬於鳳山廳。1903年（明治三十六年）6月，該庄編入「赤崁區」，隸屬於鳳山廳。1909年（明治四十二年）10月，合併二十廳為十二廳，赤崁區改隸屬於臺南廳。1920年（大正九年）10月，廢十二廳改設五州二廳，該庄改制為「赤崁」大字，隸屬於高雄州鳳山郡大寮庄。
戰後大寮庄改制為大寮鄉，隸屬於高雄縣，大字亦改制為村。1950年10月，高、屏分治，大寮鄉仍隸屬於高雄縣。2010年12月25日，因高雄縣市合併，大寮鄉改制高雄市大寮區，村亦改制為里。

## 聚落
本地區發展較早的聚落有赤崁、新庄仔、烏鼠洲（已西遷，即下潮洲藔、會結）、潮洲藔、農公（濃公）、過溪仔等，在日治期初期的官方地圖上已有記載。

## 交通
省道台88線是「東西向快速公路－高雄潮州線」，經過本地區北部邊界外不遠處，並在省道台25線交會處設有大寮交流道。由此可快速前往台88線沿線各地。
省道台25線是鳳山至林園的幹道，經過本地區新庄子聚落東郊、赤崁聚落東側。由該道路北行可前往大寮區大寮市區（山子頂）、鳳山區，並止於省道台1線路口；南行可前往林園區，並止於省道台17線路口。
省道台29線是達卡努瓦至林園的幹道，也是高屏溪-楠梓仙溪流域的主要連絡道路，經過本地區潮寮（潮洲藔）、會結等聚落。由該道路北行可前往大樹區、旗山區、杉林區、甲仙區、那瑪夏區，並止於達卡努瓦部落內十字路口；南行可前往林園區，並止於省道台17線路口（雙園大橋橋下）。
市道188號是五甲至竹田的道路，經過本地區北部邊界外不遠處。該道路除起點一小段外，其餘皆為省道台88線（東西向快速公路－高雄潮州線）的兩側平面車道。由該道路西行可前往鳳山區南部，並止於市道183號路口；東行可前往屏東縣萬丹鄉、竹田鄉，並止於縣道189號路口。
區道高71線是山仔頂至昭明的道路。
區道高74線是大坪頂至新莊的道路。
區道高75線是上寮至濃公的道路。
區道高76線是大崎腳至大發工業區的道路。
區道高77線是濃公至潮州寮的道路。
區道高79線是堤防至新莊的道路。
區道高81線是赤崁至潭頭的道路。
區道高85線是新庄至五塊厝的道路。

## 學校
- 潮寮國中
- 潮寮國小
- 昭明國小
  - 昭明國小新厝分校

## 產業
- 大發工業區（南大半部）